# Joseph Sturm (Politiker)
Joseph Sturm, auch Josef Sturm (* 5. Februar 1888 in Thürnthenning; † 24. September 1962 in Greßlsbach), war ein deutscher Politiker (BVP).

## Leben
Nach dem Besuch der Volksschule in Thürnthenning in den Jahren 1894 bis 1904 arbeitete Sturm als Bauer. Von 1908 bis 1910 gehörte Sturm dem Militär an. Im Januar 1914 wurde Sturm Bauer in Greßelsbach. Im selben Jahr heiratete er. Von 1914 bis 1918 nahm Sturm am Ersten Weltkrieg teil, in dem er als Vizefeldwebel mit dem 5. Ersatzinfanterieregiment an der Westfront kämpfte. Im Krieg wurde er mit dem Eisernen Kreuz II. Klasse und dem Bayerischen Militärverdienstkreuz mit Krone und Schwertern ausgezeichnet.
Nach der Rückkehr in die Heimat schloss Sturm sich der Bayerischen Volkspartei (BVP) an. Bei der Reichstagswahl vom Juli 1932 wurde Sturm für die BVP in den Reichstag gewählt, in dem er den Wahlkreis 25 (Niederbayern) vertrat. Nachdem er bei den folgenden beiden Reichstagswahlen wiedergewählt worden war, gehörte Sturm dem deutschen Parlament knapp ein Jahr lang an, bis er sein Mandat im August 1933 niederlegte. Zu den bedeutenden parlamentarischen Ereignissen, die in Sturms Abgeordnetenzeit fielen, zählte unter anderem die Abstimmung über das – schließlich auch mit Sturms Stimme beschlossene – Ermächtigungsgesetz im März 1933.
Nach 1933 wurde Sturm aus allen öffentlichen Ämtern entlassen und während der NS-Zeit zweimal (1933 und 1944) in Schutzhaft genommen.
Daneben war Sturm von 1919 bis 1931 Mitglied der Bezirksbauernkammer und ständiges Mitglied des Steuerausschusses von Dingolfing. Ferner war er Mitglied des Bezirkstags von Dingolfing und Bezirksobmann des Christlichen Bauernvereins sowie Mitglied des Gemeinderats Thürnthenning. Außerdem gehörte er dem Unterverteilungsausschuss im Kommunalverband an.
Nach 1945 versuchte Sturm vergeblich, seine parlamentarische Karriere wiederaufzunehmen.
1945 war Sturm Mitbegründer des Bayerischen Bauernverbands (BBV), vom 7. September 1945 bis 10. Dezember 1946 erster (ernannter) Präsident, dann Präsidiumsmitglied, 1955 Ehrenpräsident des BBV.
Vom 4. Dezember 1947 bis 30. April 1962 war Sturm Mitglied des Bayerischen Senats.